# Mike Miller (basket-ball, 1964)
Pour les articles homonymes, voir Mike Miller et Miller.
Mike Miller, né le 14 août 1964, est un entraîneur américain de basket-ball.

## Jeunesse
Miller est né à Monmouth en Illinois, et est diplômé de la Monmouth High School. Il joue au basket-ball universitaire à la Texas A&M University – Commerce, connue sous le nom d'East Texas State University. Il est membre de l'équipe qui a remporté le championnat de la Lone Star Conference (en), un regroupement d'équipes universitaires de deuxième division du Sud des États-Unis, en 1987. Il est diplômé de East Texas State en 1987.

## Carrière d'entraîneur
Miller est entraîneur à l'université d'État du Texas et est entraîneur adjoint des Wildcats de Kansas State de 2000 à 2005.
En 2012-2013, Mike Miller est entraîneur adjoint à l'université de Californie à Riverside. En 2012, il est licencié de son poste d'entraîneur des Panthers de l'Illinois de l'Est (en).
En octobre 2013, Mike Miller est nommé entraîneur adjoint des Toros d'Austin dans la NBA D-League.
Le 7 octobre 2015, les Knicks de Westchester l'embauchent en tant qu'entraîneur. Illa d'ailleurs remporté le titre d'entraîneur de l'année de la NBA G-League pour la saison 2017-2018. Après quatre saisons passées dans la branche fille, Miller est promu aux Knicks de New York en tant qu'entraîneur adjoint.
Mike Miller est nommé entraîneur principal par intérim des Knicks le 6 décembre 2019, à la suite du limogeage de David Fizdale. Il est remplacé le 30 juillet 2020 par Tom Thibodeau à la tête de l'équipe.
En août 2021, Miller rejoint les Wizards de Washington en NBA, comme adjoint de l'entraîneur Wes Unseld Jr..